# Мейшань
Мейшань (кит. спр. 眉山市, піньїнь: Méishān Shì) — місто-округ в китайській провінції Сичуань. 

## Географія
Мейшань лежить на висоті близько 415 метрів над рівнем моря на заході Сичуанської западини.

### Клімат
Місто знаходиться у зоні, котра характеризується вологим субтропічним кліматом. Найтепліший місяць — липень із середньою температурою 26,2 °C. Найхолодніший місяць — січень, із середньою температурою 6,6 °С.
| Клімат Мейшаня          | Клімат Мейшаня | Клімат Мейшаня | Клімат Мейшаня | Клімат Мейшаня | Клімат Мейшаня | Клімат Мейшаня | Клімат Мейшаня | Клімат Мейшаня | Клімат Мейшаня | Клімат Мейшаня | Клімат Мейшаня | Клімат Мейшаня | Клімат Мейшаня |
| Показник                | Січ.           | Лют.           | Бер.           | Квіт.          | Трав.          | Черв.          | Лип.           | Серп.          | Вер.           | Жовт.          | Лист.          | Груд.          | Рік            |
| Середній максимум, °C   | 10,1           | 12,5           | 17,3           | 22,9           | 27,2           | 28,7           | 30,7           | 30,3           | 26,4           | 21,4           | 16,8           | 11,2           | 21,3           |
| Середня температура, °C | 6,6            | 8,8            | 12,8           | 16,8           | 22,3           | 24,4           | 26,2           | 25,6           | 22,5           | 18,1           | 13,4           | 8,1            | 17,1           |
| Середній мінімум, °C    | 4,1            | 6,2            | 9,5            | 14             | 18,5           | 21,2           | 22,9           | 22,4           | 19,8           | 15,8           | 10,9           | 5,7            | 14,3           |
| Норма опадів, мм        | 11.8           | 16.3           | 30.2           | 57.6           | 87.9           | 144            | 231.1          | 255.3          | 130.4          | 46             | 20             | 9              | 1039.6         |
| Вологість повітря, %    | 84             | 82             | 78             | 77             | 74             | 80             | 83             | 84             | 83             | 84             | 83             | 84             | 81.3           |
| ----------------------- | -------------- | -------------- | -------------- | -------------- | -------------- | -------------- | -------------- | -------------- | -------------- | -------------- | -------------- | -------------- | -------------- |
| Джерело: data.cma.cn    |                |                |                |                |                |                |                |                |                |                |                |                |                |